# Caviano
Caviano foi uma comuna da Suíça, no Cantão Tessino, com cerca de 141 habitantes. Estendia-se por uma área de 3,2 km², de densidade populacional de 44 hab/km². Confinava com as seguintes comunas: Brissago, Gerra, Pino sulla Sponda del Lago Maggiore (IT-VA), Ronco sopra Ascona, San Nazzaro, Sant'Abbondio, Veddasca (IT-VA).
A língua oficial nesta comuna era o Italiano.

## História
Em 25 de abril de 2010, passou a formar parte da nova comuna de Gambarogno.